# カムイ竜ヶ崎スノーボードパーク
カムイ竜ヶ崎スノーボードパーク は、茨城県龍ケ崎市で株式会社カムイが運営していた屋内スキー場。通称「カムイ」「竜」。

## 概要
1997年頃から2011年1月30日まで営業を行なっていた。屋内スキー場最大級のキッカーがあり、シーズン前には多くのスノーボーダーやスキーヤーで賑わっていた。アイスクラッシャーシステムによる人工雪であり、スノーヴァのような吸水性ポリマーを凍らせた雪とは異なる。オープン当初は斜面に向かってエスカレーターを中心に片側2コースずつの計4コースがあり、ハーフパイプも設置されていた。末期は斜面に向かって右側の2コースを閉鎖して営業していた。建物の断熱性がさほどよくないために外気温の影響を受けやすく、夏はキッカーが小さくなりアプローチも細くなっていた。シーズン直前にはかなり大きなキッカーとなる。営業時間中に一度雪上車を使った整備を行うが、それだけでは整備が追いつかないため、利用者がトンボとスコップを持ち、自主的にキッカーとランディングの整備を行っていた。

## 入場料金
- 一日券3500円
- ナイター券3000円(18時以降)
- 時間券2000円 (2時間)※延長30分毎に+500円
- 七回券20000円 (一日券として7回利用可能)